# Portal
Portal – ozdobne architektoniczne obramienie drzwi wejściowych (czasami też wewnętrznych) w kościołach, pałacach, ratuszach, bogatszych kamienicach.
Ozdoba ta zróżnicowana była pod względem architektonicznym, w zależności od epoki. W starożytnej Grecji była to opaska, w starożytnym Rzymie natomiast fryz, niekiedy portyk. W czasach romańskich portal stanowiła półkolista archiwolta z kilkoma rzędami łuków cofających się w głąb ściany i zamknięta tympanonem nad wejściem. Łuki były zazwyczaj pełne rzeźbiarskich ozdób. Podparcie łuków formowano w kształcie filarów, kolumn lub pilastrów. W okresie gotyku został zmieniony kształt archiwolty z półkolistego na ostrołukowy. Renesans i barok cechuje powrót do rozwiązań antycznych, często wzbogaconych o rzeźby kariatyd, atlantów, herm. Po połączeniu z balkonem znajdującym się nad wejściem utworzono nową kompozycję dwukondygnacyjną. We wnętrzach elementy dekoracyjne wykonywane były najczęściej w tynku, stiuku lub drewnie (przy połączeniu z boazerią). 

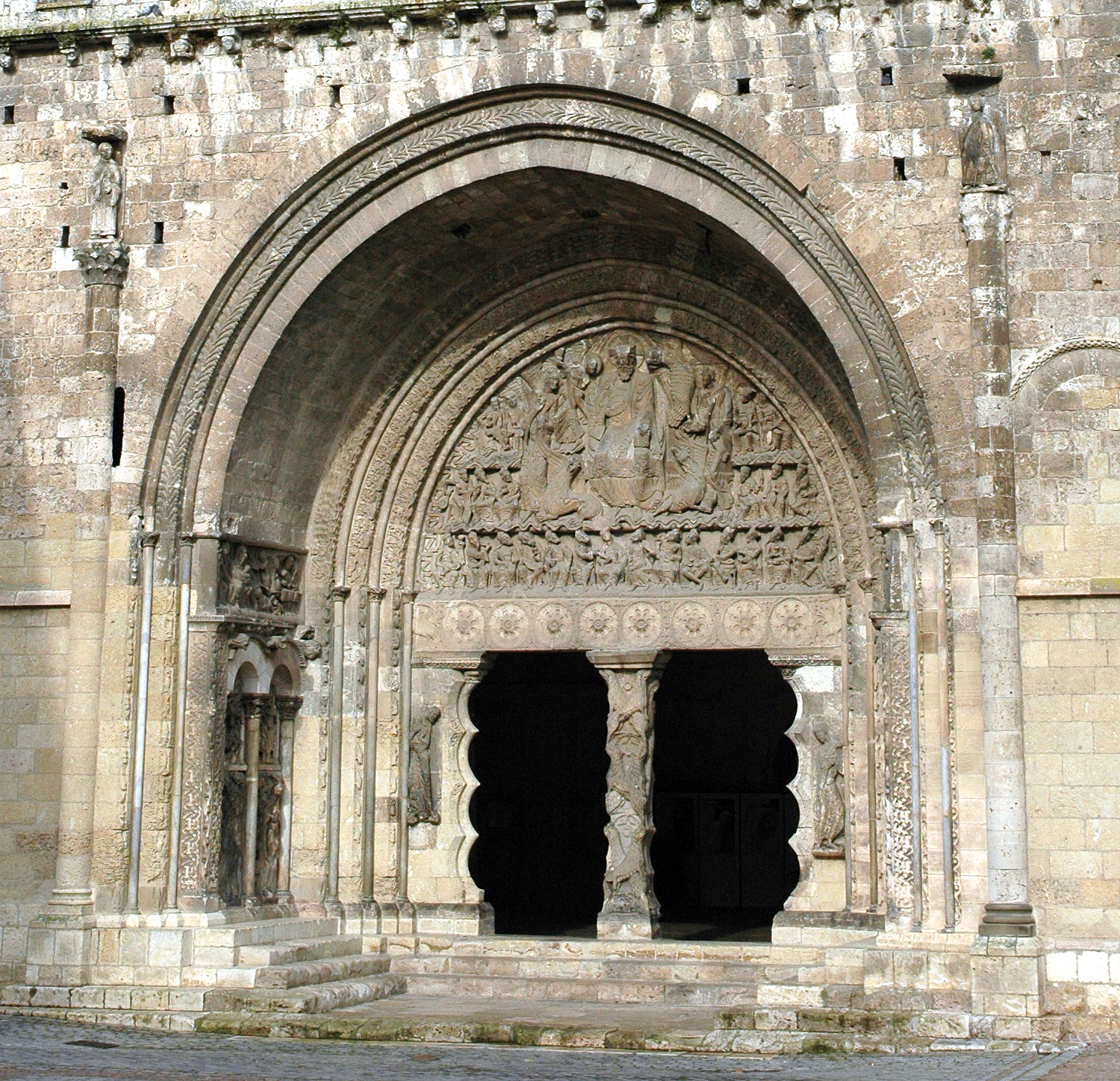
Portal romański – kościół St. Pierre(inne języki) w Moissac
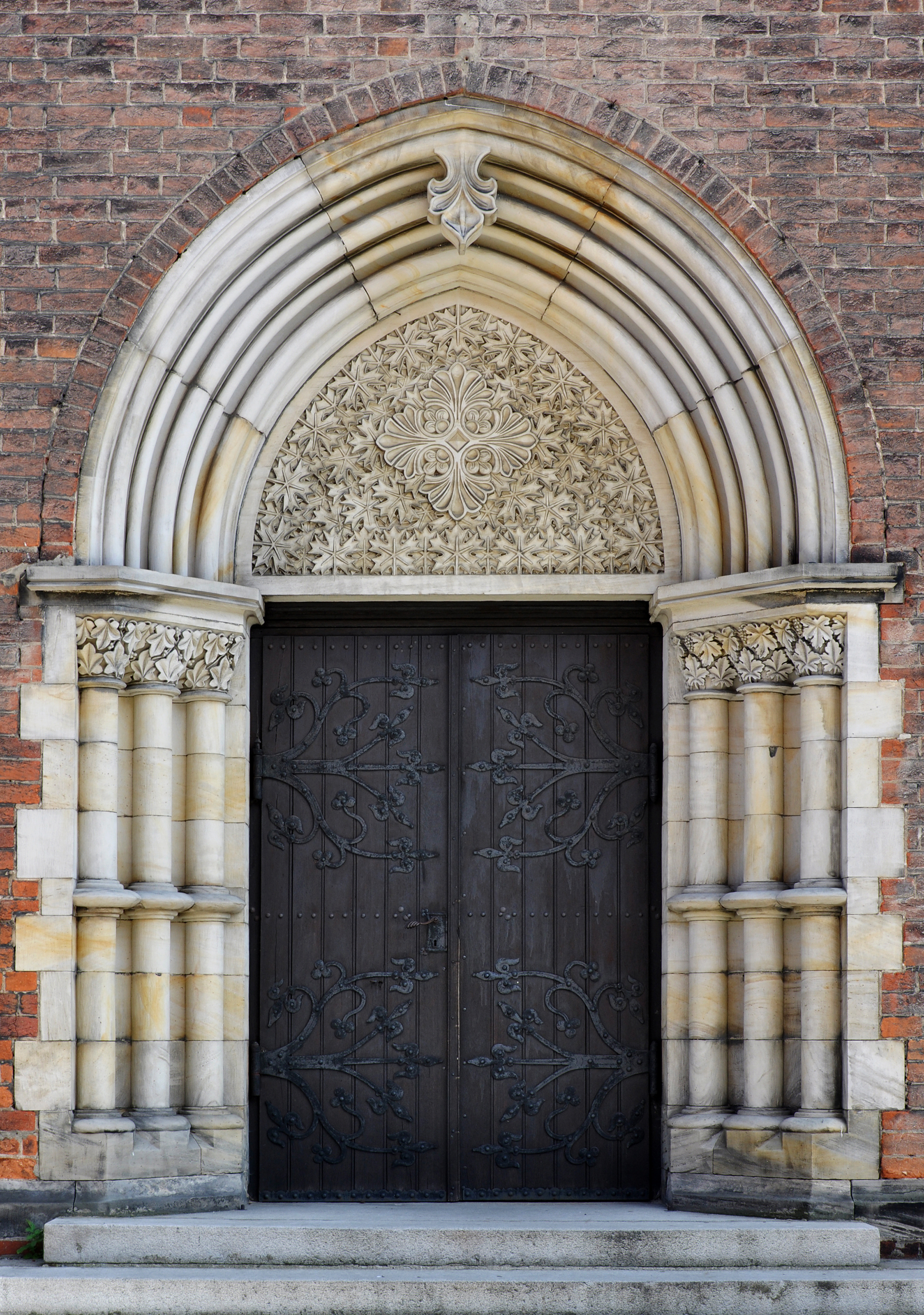
Portal romańsko-gotycki – Bazylika w Ziębicach
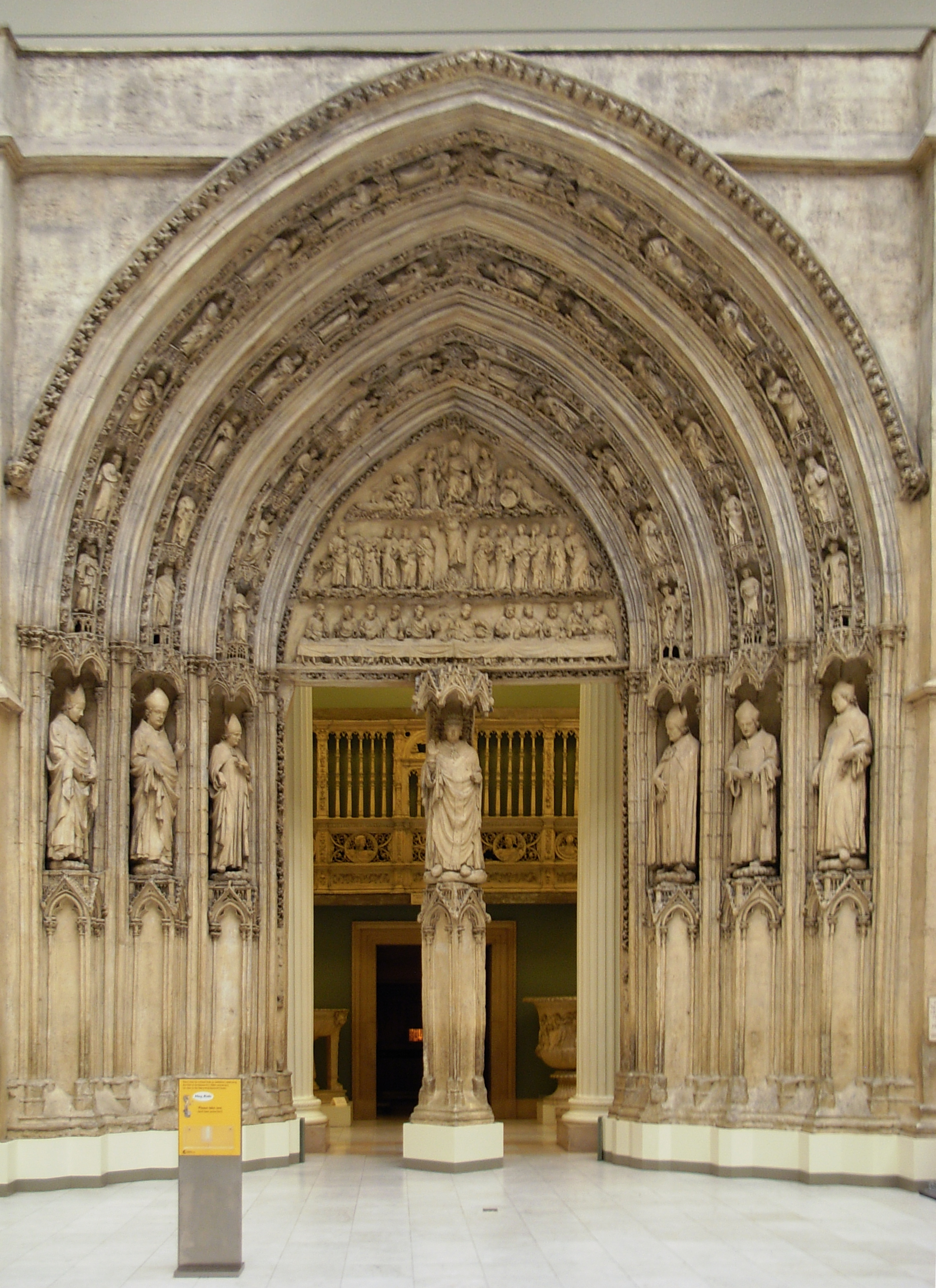
Portal gotycki – katedra w Bordeaux
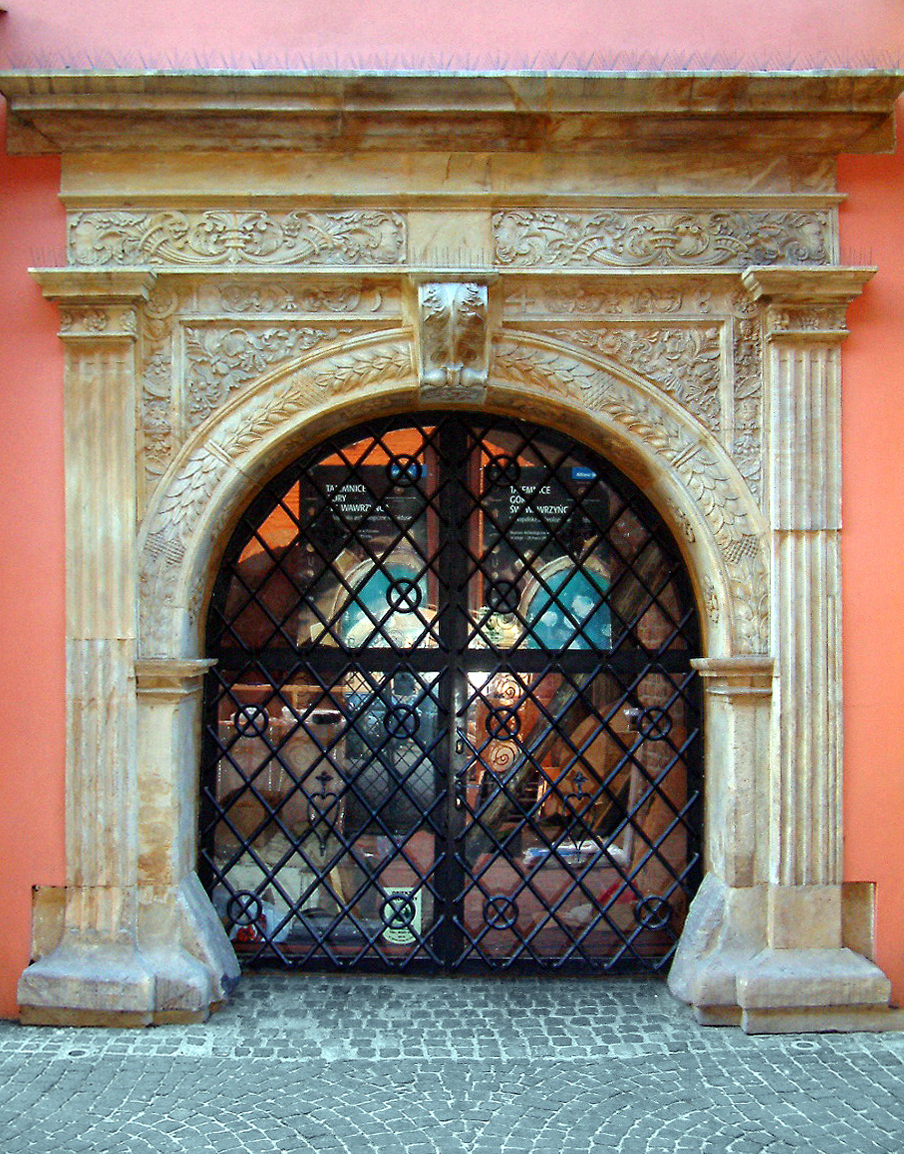
Portal renesansowy – Pałac w Poznaniu
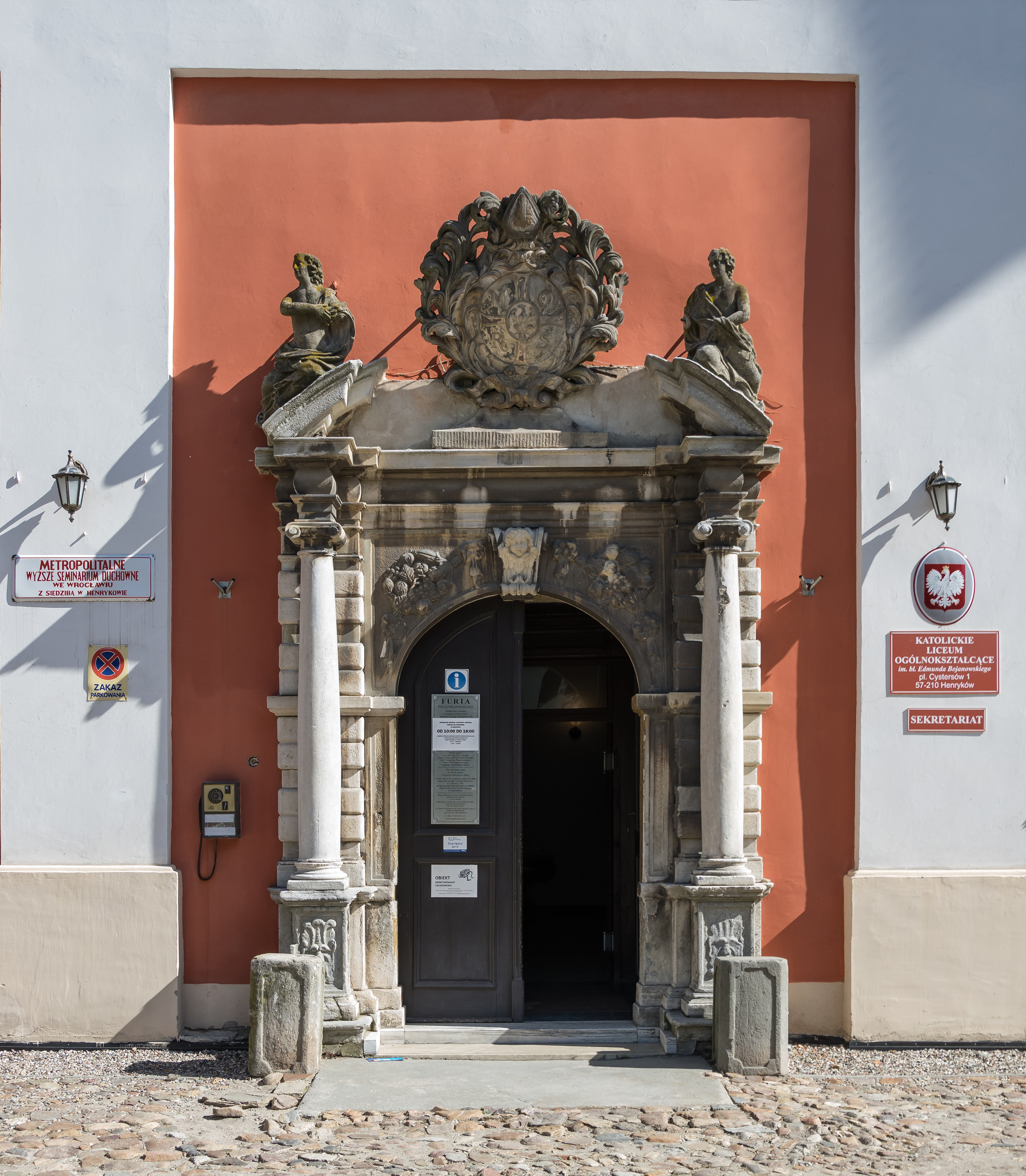
Portal barokowy – Opactwo w Henrykowie
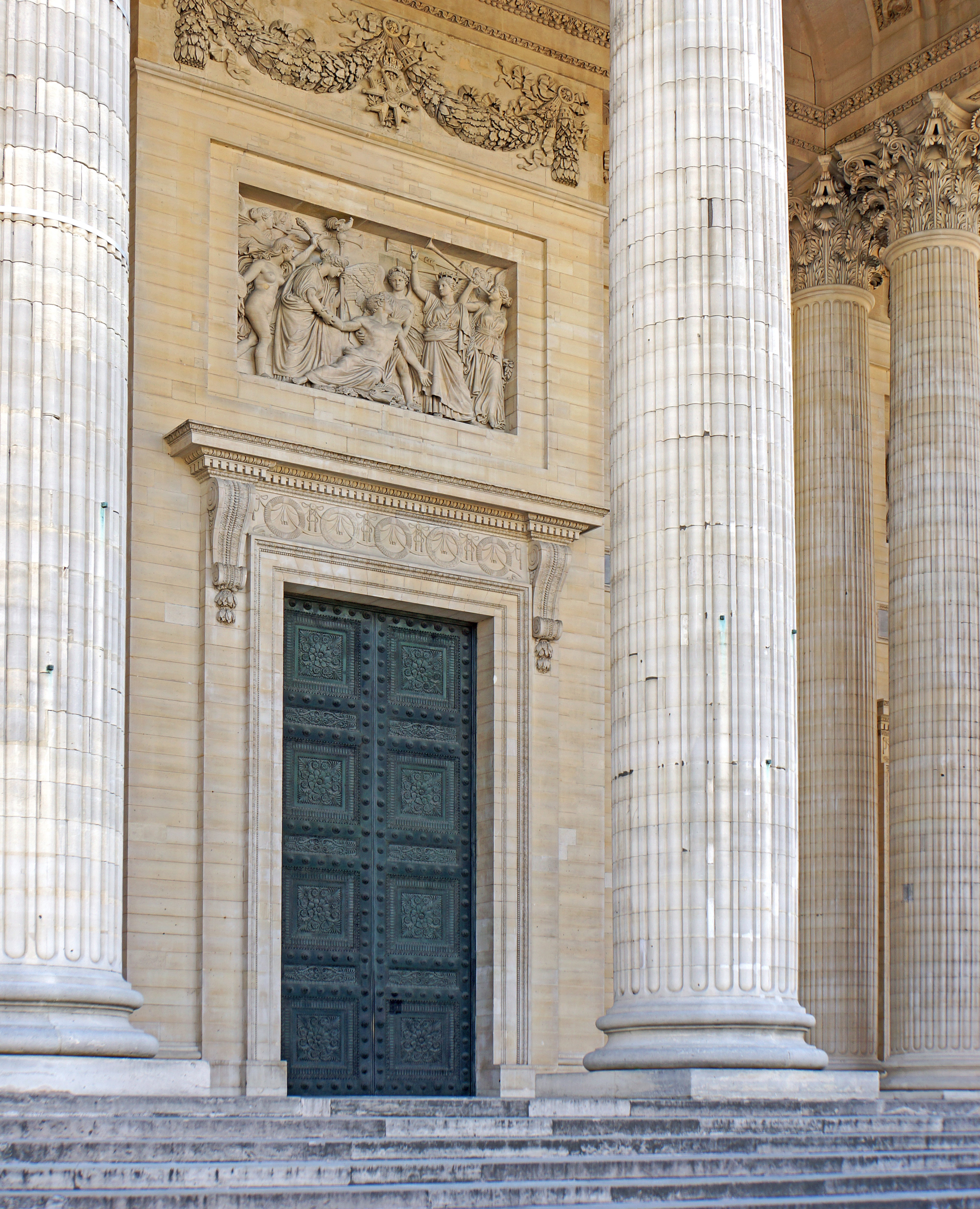
Portal klasycystyczny – Panteon w Paryżu
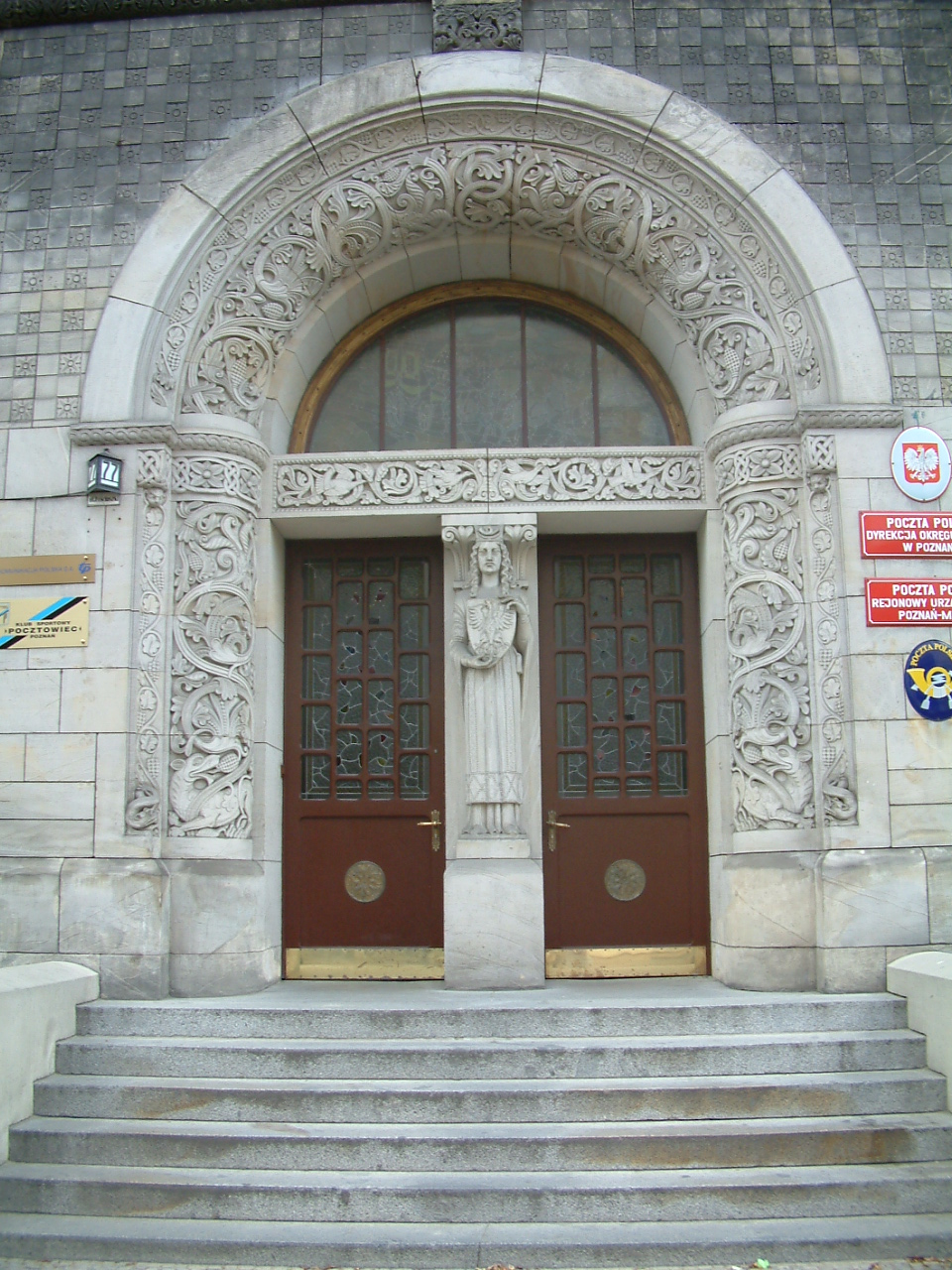
Portal neoromański – budynek (Poznań)
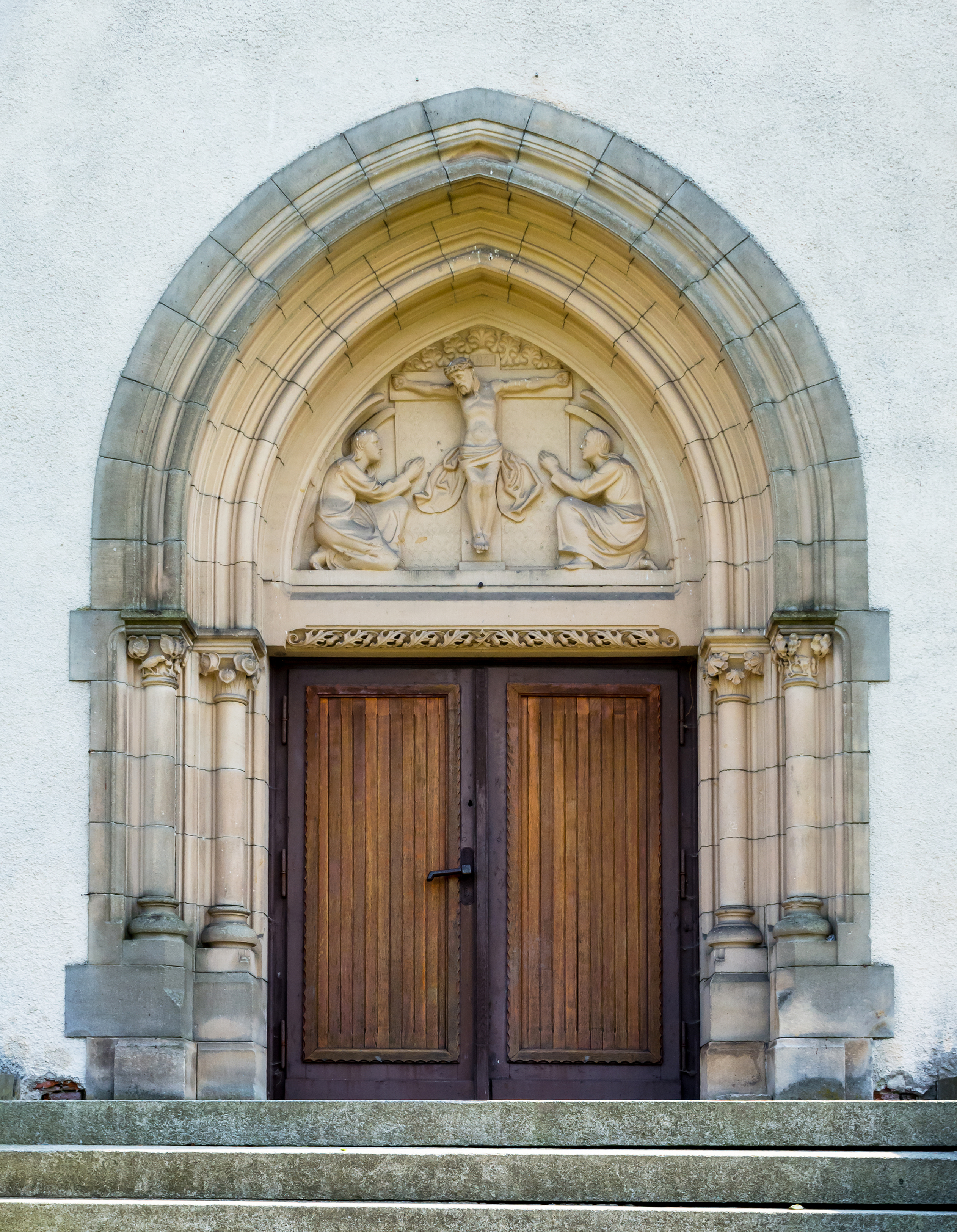
Portal neogotycki – kościół w Stroniu Śląskim
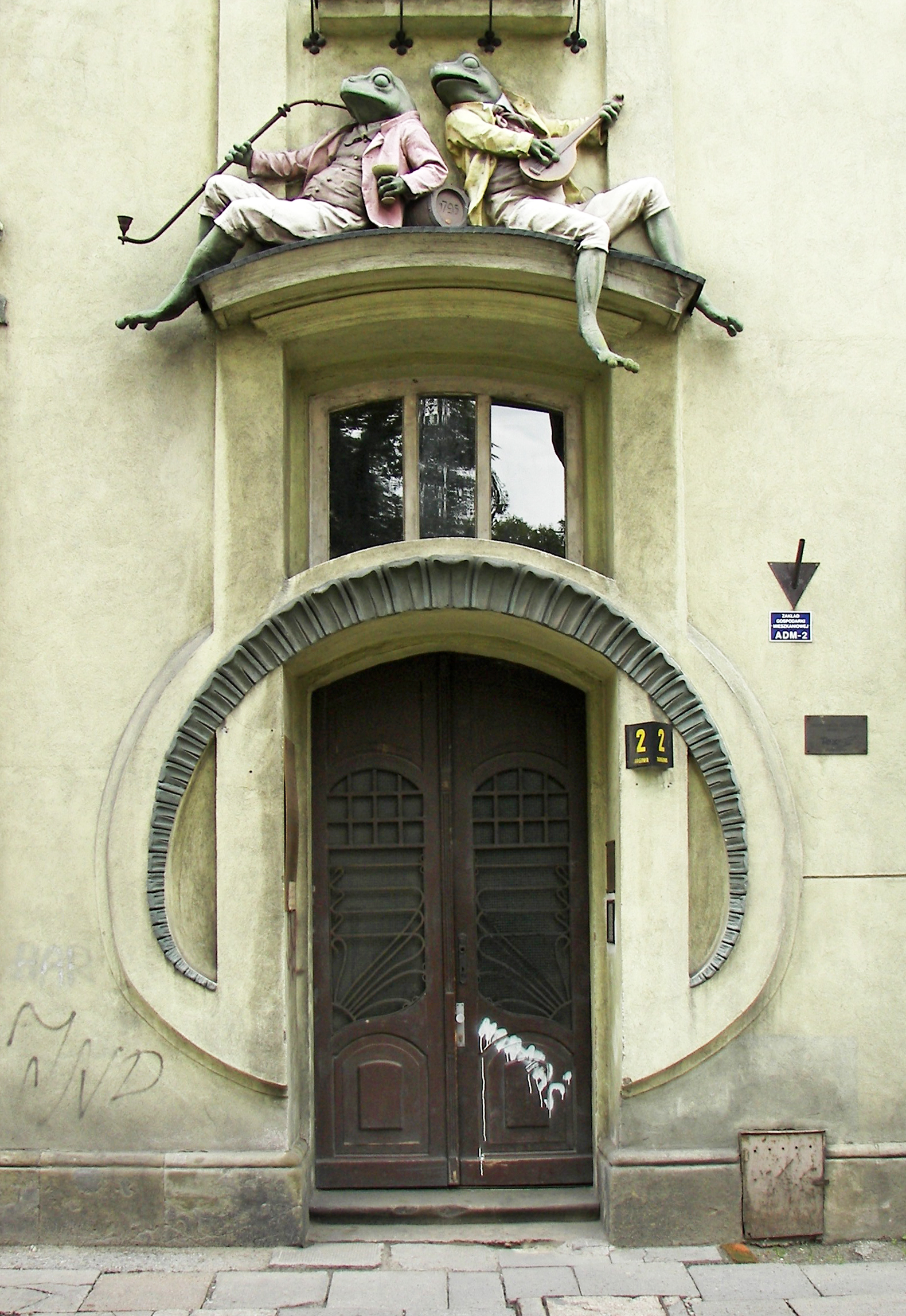
Portal secesyjny – kamienica w Bielsku-Białej